# 改正ライン川船舶航行法
改訂ライン川航行協定（かいせい - がわこうこうきょうてい）(英：Revised Convention for Rhine Navigation；仏：Convention révisée pour la navigation du Rhin；独：Revidierte Rheinschifffahrtsakte；蘭：Herziene Rijnvaartakte)は、ライン川における船舶の自由航行を定めた国際的な取決めである。1831年に結ばれたライン川航行協定（マインツ協定）が、1868年10月17日にマンハイム協定（Mannheimer Akte）によって改訂されたもの。1963年にも変更されている。

## 規定事項
この協定の基本原理は以下の通りである。
- 船舶の自由航行
- 航行税の免除
- 簡素な税関手続き
- 沿岸国に対するライン川管理の義務
- 船舶の安全や航行法の標準化
- ライン川の船舶航行に関わる係争に関する単一の裁判権とこれを扱う裁判システムの確立
- 以上の原理を監視する委員会の設置

## 歴史
船舶の自由航行は1648年のヴェストファーレン条約によって初めて定められたが、実際には実現しなかった。1815年にウィーン会議では国際河川とライン川における自由航行と、これを実現するための会議が要求された。会議はマインツで1816年に最初に開かれ、フランス、バーデン大公国、バイエルン、ヘッセン大公国、ナッサウ公国、オランダおよびプロイセンによって1831年5月31日にライン川航行協定（マインツ協定）が結ばれた。その後、1861年より会議はマンハイムに移り、1868年10月17日に（プロイセンに併合されて消滅したナッサウ公国以外の）これらの各国がマンハイム協定に署名した。1919年にはヴェルサイユ条約で変更が加えられた。1920年より会議はストラスブールで開かれるようになる。マンハイム協定において定められた原則は1963年の変更（1967年施行）の際にも再確認され、スイスもこれに加わった。